# هارييت باكر
هارييت باكر (بالنرويجية: Harriet Backer)‏ هي رسامة نرويجية، ولدت في 21 يناير 1845 في هولمستراند في النرويج، وتوفيت في 25 مارس 1932 في أوسلو في النرويج.